# Eugenio Garzón
Eugenio Garzón (Montevideo, Virreinato del Río de la Plata, 6 de septiembre de 1796 - Montevideo, Uruguay, 1 de diciembre de 1851) fue un militar uruguayo que participó en la guerra de la independencia y en las guerras civiles de la Argentina y el Uruguay.

## Biografía
Fue hijo del agrimensor español Vicente Garzón y de la montevideana Antonia López Vivanco.

### Revolución oriental
Inició su carrera militar enrolándose como alférez a las órdenes de José Artigas en 1811 y participó en la batalla de Las Piedras y en el sitio de Montevideo durante la Revolución oriental. Cuando el sitio fue levantado se unió a las fuerzas que custodiaban el Éxodo Oriental y combatió en varios encuentros contra los portugueses. Reiniciado el sitio de Montevideo, combatió en la batalla de Cerrito. Cuando Artigas se separó del sitio en 1814, permaneció a órdenes del general José Rondeau, a quien acompañó cuando fue destinado a mandar la tercera campaña al Alto Perú.
Tras la derrota de Sipe Sipe, se unió al Ejército de los Andes y luchó en Chacabuco como ayudante de San Martín, y luego en Cancha Rayada y en Maipú. En 1819 fue enviado al Ejército del Norte, pero a los pocos días fue arrestado por orden del general Fernández de la Cruz, por haberse negado a combatir contra los caudillos federales, y enviado a Mendoza.

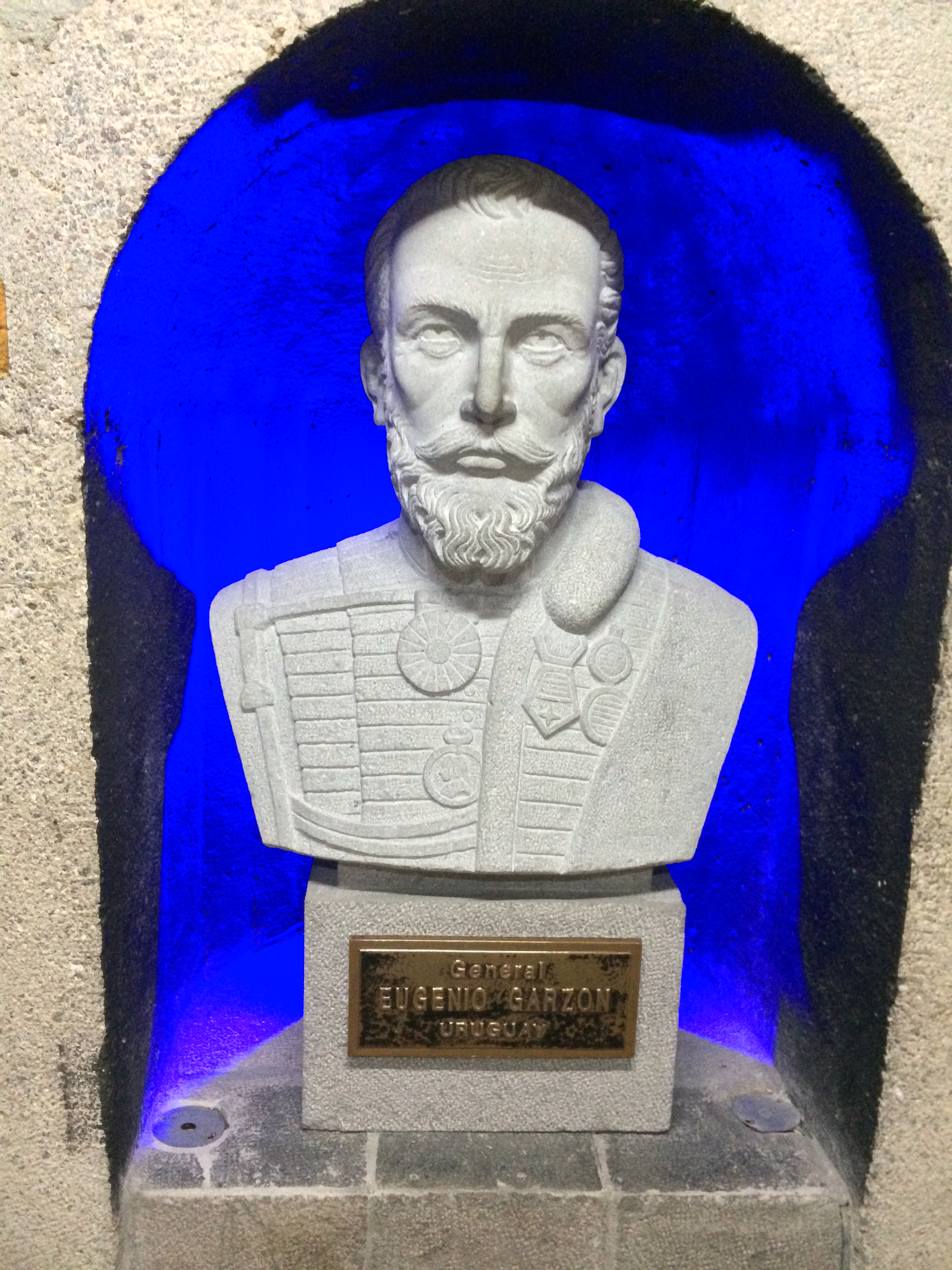
Busto en el Templo de la Patria en Quito, Ecuador.

Apenas llegado a Mendoza fue puesto en libertad: el Directorio había desaparecido por obra de la batalla de Cepeda y Mendoza estaba en manos de los federales. Pidió y obtuvo el traslado al Ejército de los Andes, en Chile. Desde allí hizo la campaña del Perú, incorporado al Regimiento de Granaderos a Caballo. Tomó parte de la campaña de la sierra a órdenes de Arenales, luchando en la batalla de Cerro de Pasco. Más tarde combatió en las batallas de Pichincha, Junín y Ayacucho a órdenes de Guillermo Miller. En 1825 fue ascendido al grado de coronel por Simón Bolívar, después de lo cual volvió a Buenos Aires.

### Guerra y política en el Uruguay
Se unió a la Cruzada Libertadora de los 33 orientales contra el Imperio del Brasil y participó en la victoria de Ituzaingó. Luego fue diputado a la Convención Constituyente uruguaya, y ministro de guerra de los presidentes provisionales Rondeau y Juan Antonio Lavalleja.
Se afilió al partido blanco, aliado de Lavalleja y Manuel Oribe. En 1833 intervino en una frustrada sublevación contra el presidente Fructuoso Rivera y debió exiliarse en Argentina y Brasil. Al volver de su exilio fue reincorporado al ejército por el presidente Oribe, que lo ascendió al grado de coronel mayor —en esa época, equivalente al de general— y ese mismo año participó en la defensa de Montevideo contra el alzamiento de Rivera, aunque fue derrotado tras la batalla de Palmar durante la Guerra Grande; tomado prisionero, fue puesto en libertad a condición de que se exiliase.

### Guerras civiles en la Argentina

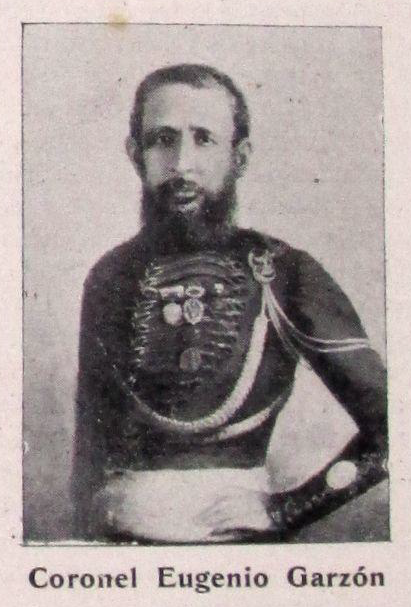

Se unió al ejército del gobernador entrerriano Pascual Echagüe y fue su segundo jefe en la derrota de Cagancha. Regresó a Entre Ríos y luchó contra Juan Lavalle en Don Cristóbal y Sauce. De allí pasó a Santa Fe, donde en 1840 defendió la ciudad contra el ataque de Lavalle, que se retiraba de Buenos Aires. Sus 800 milicianos resistieron durante tres días, pero quedó con apenas cien hombres; no rindió la ciudad hasta que le garantizaron respetar su vida y la de sus oficiales. Varios oficiales convencieron a Lavalle de fusilar a Garzón, pero a último momento este volvió a cambiar de idea y lo llevó prisionero en su retirada hacia Córdoba. Fue liberado tras la derrota unitaria en la Quebracho Herrado y se incorporó al ejército federal, mandado en esa época por Manuel Oribe.
Permaneció más de un año en Córdoba a órdenes de Oribe y fue el jefe de su vanguardia en su avance hacia Tucumán. Como Lavalle maniobró especialmente para esquivarlo, ocupó la ciudad de Tucumán con escasas tropas, lo que le impidió combatir en la batalla de Famaillá, victoria definitiva de los federales en el norte.
Acompañando a Oribe ocuparon nuevamente la ciudad de Rosario debido a que el gobernador santafesino Juan Pablo López se había pasado de bando. En Paraná fue el jefe de Estado Mayor del ejército de Oribe, pero poco después fue despedido por este por una seria diferencia de criterio antes de la batalla de Arroyo Grande.
Desde entonces quedó como jefe de Estado Mayor del gobernador entrerriano Justo José de Urquiza, que lo puso al mando de la división que debía defender la costa entrerriana del río Uruguay contra los correntinos de Juan Madariaga. Fue derrotado en el Palmar de Arroyo Grande por su inferioridad, pero dio tiempo al regreso de Urquiza desde el Uruguay, y recuperó todo lo perdido. En 1847 participó en la campaña de Urquiza contra la provincia de Corrientes y fue el jefe del ala derecha del ejército de este en la victoria de Potrero de Vences. Permaneció muchos años al mando de fuerzas entrerrianas sobre las costas del río Uruguay.

### Regreso a Montevideo y muerte
En 1851 secundó a Urquiza su pronunciamiento en contra de Juan Manuel de Rosas y fue uno de los más destacados jefes de las fuerzas urquicistas en la campaña hacia Montevideo; su ejemplo fue seguido por muchos de los jefes y oficiales orientales del ejército del presidente Oribe, cansados de los largos años de fracasos frente a Montevideo: Oribe se rindió sin combatir, pues ya no tenía con qué resistir. El acuerdo de Oribe con los emisarios de Urquiza —y del Imperio del Brasil— señalaba que Garzón sería el presidente del Uruguay.
Pero Garzón enfermó gravemente en camino a Montevideo y falleció poco después de su llegada, el 1 de diciembre de 1851, por lo que fue elegido Juan Francisco Giró, el cual al poco tiempo renunció para establecerse el Triunvirato de Gobierno de 1853.